# Província de Musashi
La província de Musashi (en japonés: 武蔵国, Musashi no kuni) fou una província del Japó, que avui comprèn la metròpoli de Tòquio, la major part de la prefectura de Saitama i part de la prefectura de Kanagawa. De vegades s'anomenava Bushū (武州). La província abastava Kawasaki i Yokohama. Musashi limitava amb les províncies de Kai, Kōzuke, Sagami, Shimōsa i Shimotsuke. Musashi era la província més gran de la regió de Kantō.
La seua capital va ser la ciutat de Fuchū i posteriorment Edo.
El nom Musashi està documentat des de temps ancestrals com a 牟射志 Muzasi, nom del qual s'ha especulat que fora ainu.

## Història

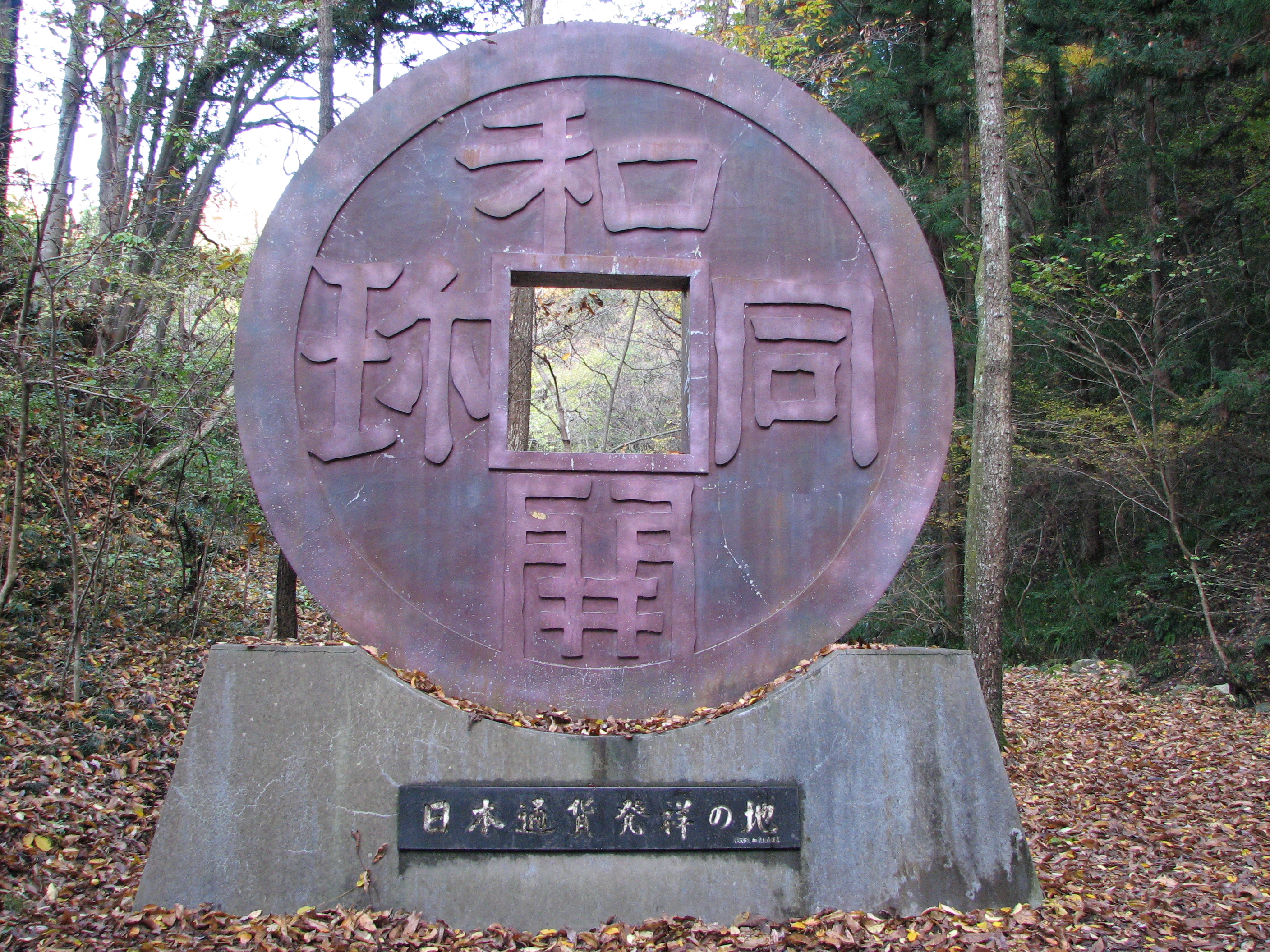
Monument a la primera moneda japonesa (wadōkaichin) a Saitama

Musashi tenia la seva antiga capital a l'actual Fuchū, Tòquio, i el seu temple provincial a l'actual Kokubunji, Tòquio. En el període Sengoku, la ciutat principal era Edo, que es va convertir en la ciutat dominant de l'est del Japó. El castell d'Edo va ser la seu de Tokugawa Ieyasu abans de la batalla de Sekigahara i es va convertir en la ciutat dominant del Japó durant el període Edo, passant a anomenar-se Tòquio durant la Restauració Meiji.
Hikawa-jinja va ser designat com el principal santuari xintoista (ichinomiya) de la província.
L'antiga província va donar nom al cuirassat Musashi de la Segona Guerra Mundial.

### Cronologia dels esdeveniments importants
- 534 (Ankan 1, 12è mes): la cort de Yamato envia una força militar per nomenar Omi com a governador de la província de Musashi. El seu rival, Wogi, va ser executat pel tribunal. Omi va presentar quatre districtes de la província de Musashi a la cort com a propietats reials.[4]
- 18 de juliol de 707 (Keiun 4, 15è dia del sisè mes): l'emperadriu Genmei és entronitzada als 48 anys.[5]
- 707 (Keiun 4): es va informar que s'havia trobat coure a la província de Musashi a la regió que inclou l'actual Tòquio.[6]
- 708 (Keiun 5): el nom de l'era estava a punt de canviar-se per marcar l'adhesió de l'emperadriu Genmei; però l'elecció de Wadō com el nou nengō per a aquest nou regnat es va convertir en una manera de marcar el benvingut descobriment del coure al districte de Chichibu de l'actual prefectura de Saitama.[6] La paraula japonesa per coure és dō (銅); i com que es tractava de coure autòcton, el "wa" (l'antic terme xinès per al Japó) es podia combinar amb el "dō" (coure) per crear un nou terme compost—"wadō"—que significava "coure japonès".
- 5 de maig de 708 (Wadō 1, 11è dia del 4t mes): una mostra del coure Musashi recentment descobert es va presentar a la cort de Genmei on es va reconèixer formalment com a coure japonès.[6] L'era Wadō és famosa per la primera moneda japonesa (和同開珎, wadōkaichin).
- 1590 (Tenshō 18): setge d'Odawara. El feu d'Iwatsuki i el feu d'Oshi es van fundar a la província de Musashi.